# Inter-Services Intelligence
Inter-Services Intelligence (Urdu: بین الخدماتی مخابرات‬, skrótowiec ISI) – służba specjalna Pakistanu, utworzona w 1948 roku przez oficera SIS, generała brygady R. Cawthome. Kwatera główna ISI znajduje się w Islamabadzie.
Po uzyskaniu niepodległości przez Pakistan w 1947 roku zostały utworzone dwie nowe organizacje wywiadowcze, Biuro Wywiadu (IB-Intelligence Bureau) i Wywiad Wojskowy (MI-Military Intelligence). Jednak słaba wydajność wywiadu wojskowego w analizowaniu i dystrybucji zbieranych informacji pomiędzy rodzajami sił zbrojnych, wojskami lądowymi, marynarką wojenną i siłami powietrznymi podczas konfliktu zbrojnego między Indiami a Pakistanem w 1947, w znacznym stopniu przyczyniła się do powstania połączonej służby ISI (Inter-Services Intelligence, w wolnym tłumaczeniu: wywiad połączonych broni).
Głównym zadaniem ISI jest zbieranie, analiza i katalogowanie informacji dostarczanych przez kontrwywiad i wywiad, oraz koordynacja działań wywiadu pomiędzy trzema głównymi filarami pakistańskich sił zbrojnych. Dane wywiadowcze są zdobywane poprzez inwigilację, nasłuch, kontrolę łączności oraz operacje wywiadowcze o charakterze ofensywnym przez OZI, w szczególności w czasie konfliktu zbrojnego. Oprócz zbierania informacji ISI jest także odpowiedzialna za szkolenie szpiegów, bezpieczeństwo pakistańskiego programu nuklearnego oraz bezpieczeństwo generałów Sił Zbrojnych Pakistanu.
ISI brała udział razem z amerykańską CIA w organizowaniu i wspieraniu afgańskich grup mudżahedinów podczas radzieckiej interwencji w Afganistanie w  latach 80. XX wieku. W opinii niezależnych analityków następnie w latach 90. wspierała i pomogła wykreować ruch talibów na pograniczu afgańsko-pakistańskim, nad którym później utraciła kontrolę. Na początku XXI wieku ISI oskarżana jest o dawanie schronienia na terytorium Pakistanu i wspieranie oraz szkolenie islamistycznych grup zbrojnych, dokonujących zamachów terrorystycznych w kontrolowanej przez Indie części Dżammu i Kaszmiru.